# Micheál Martin
Micheál Martin (sinh ngày 1 tháng 8 năm 1960) là một chính khách Fianna Fáil người Ireland phục vụ với tư cách là Thủ tướng Ireland kể từ ngày 27 tháng 6 năm 2020 và là Lãnh đạo Fianna Fáil kể từ năm 2011.